# Mahmudiyya
Mahmudiyya oder häufiger El Mahmoudia (arabisch المحمودية, DMG al-Maḥmūdiyya) ist eine Stadt  in Ägypten innerhalb des Gouvernement al-Buhaira mit ca. 30.000 Einwohnern. Es ist eine Stadt, die trotz ihrer Modernität eine bedeutende Geschichte hat. Sie war einer der wichtigsten Handelshäfen am Nil. Handelsschiffe, die von Oberägypten und Unterägypten nach Alexandria fuhren, passierten ihre Schleuse und fuhren den Mahmudiya-Kanal hinauf. Auch Handelsschiffe aus Alexandria brachten importierte Waren nach Kairo und passierten die Stadt.

## Geschichte
Mahmudiyya wurde über dem Dorf al-ʿAtf (arabisch: العطف) erbaut, das im Mittelalter Balhib (koptisch: ⲡⲉⲗϩⲓⲡ, arabisch: بلهيب) genannt wurde. Es zeichnet sich durch seine große Moschee aus, die während der Herrschaft von Muhammad Ali Pascha gebaut wurde. Und sie wurde nach dem Sultan Mahmud II. in Istanbul benannt. Ägypten war damals ein Vasall des Osmanischen Reiches, zu dieser Zeit war Muhammad Ali Pascha einer der Gouverneure in Ägypten.
Der Name der Stadt ist mit dem Namen eines nahegelegenen Kanals verbunden, und die Stadt zeichnet sich durch ein hydraulisches System von Schleusen aus, welches Schiffen die Durchfahrt ermöglichte. Die Stadt war von Wasser umgeben, besonders im Süden. Vom Mamudiya-Kanal zweigte der Rashidiyya-Kanal ab, der Rosette und Idku mit Wasser zum Trinken und zur Bewässerung versorgte.
Die Stadt Mahmudiyya wurde, wie andere strategische Städte während des Ersten Weltkriegs, von Garnisonen besetzt. Die britische Garnison bestand aus indischen, irischen, afrikanischen und englischen Soldaten, weil die Stadt ein strategischer Ort und ein Ziel für die Deutschen war. Denn die Stadt liegt an der Mündung des Mahmudiya-Kanals, der ein Wasserweg war, um Waren und die britischen Waffen von Alexandria nach Kairo zu transportieren und Boote zum Nil zu bringen.
Im Zweiten Weltkrieg flohen viele Flüchtlinge aus den umliegenden Städten, in den Ort als diese bombardiert wurde.

## Bevölkerungsentwicklung
| Zensusjahr | Einwohnerzahl |
| ---------- | ------------- |
| 1996       | 21.850        |
| 2006       | 28.277        |
| 2018       | 30.325        |

## Wirtschaft
Die besondere Lage der Stadt machte sie zu einem wichtigen Handelszentrum in der Region. Aufgrund des Seehandels verfügt die Stadt über einen bedeutenden Markt.

## Persönlichkeiten
- Hasan al-Bannā (1906–1949), Geistlicher und Gründer der Muslimbrüder